# Теншин Насукава
Теншин Насукава (јап. 那須川 天心, Насукава Теншин, рођен 18. августа 1998) је јапански професионални боксер, бивши професионални кик-боксер и ММА борац. Генерацијски таленат, Насукава је током већег дела своје каријере професионалног кик боксера сматран једним од највећих кик боксера у модерној историји спорта. Насукава је постао познат након победа нокаутом над бившим светским шампионом ИБФ у боксу Амнатом Руенроенгом 2017. и шампионом у тајландском стадиону Лумпинее Ванчалонгом ПК Саенчајгимом 2016. године.

Професионални кик боксер између 2012. и 2022. године, Насукава је бивши шампион РИСЕ у бантам категорији (55 kg) и РИСЕ Ворлд у перо категорији (57,5 kg). Такође је био шампион ИСКА Унифиед Рулес перо (57 kg) и Ориентал Рулес у бантам категорији (55 kg), као и победник турнира у кик боксу Ризин муха категорија (57 kg) 2017. На крају своје професионалне кик боксерске каријере, у јулу 2022. године, Насукава је рангиран као најбољи кик боксер испод 58 kg и најбољи кик боксер на свету од стране компаније Combat Press.

## Аматерска кикбокс каријера
Прича се да је у почетку почео да учи Кјокушин карате са 5 година пошто га је отац који се бринуо због његове плашљивости натерао да почне тренирати карате. Освојио је првенство у Каминаримону на Светском првенству у кјокушину за јуниоре када је био ученик петог разреда основне школе. Након тога га је више привукао кик бокс и почео је да га тренира.
Насукавин кик бокс стил је настао под утицајем бокса, мау таија и његовог Кјокушин карате искуства. Насукава се бори из контра гарда и првенствено је кантер панчер, остаје на спољном ободу ринга и слеће док његови противници покушавају да пређу на ударе из близине. Он је добро познат по својој тенденцији да меша акробатске технике као што су ротирајући ударци, котрљање,скакање и колена са великом прецизношћу и успехом.
Теншин је са 15 година направио аматерски рекорд од 99-5-3 пре него што је постао професионалац у кик боксу.

## Професионална кикбокс каријера

### Рана Каријера
Насукава је имао свој дуго очекивани професионални кик бокс деби на стогодишњици догађаја РИСЕ 12. јула 2014. Био је резервисан да се суочи са Томо Ариматсуом. Насукава је победио у борби нокаутом у првој рунди, и требало му је само 58 секунди да заустави Ариматсуа ударцем у главу. Насукава се следећи пут суочио са Александром Хидеом на Рисе 101 28. септембра 2014. Он је прво оборио Хидеа левим шутом у тело у другом минуту прве рунде, након чега је уследио други нокдаун са левим коленом након којег противник није могао да устане са платна.
Насукава се 16. новембра 2014. суочио са ветераном од 20 борби Макотом Кушимом на РИСЕ 102, у својој трећој борби у промоцији. Борбу је победио једногласном одлуком, што је била прва победа одлуком у његовој професионалној каријери. Двоје судија дало је меч 30–28 за Насукаву, док је трећи судија меч оценио резултатом 30–27 у његову корист.
Очекивало се да ће се Насукава суочити са БигБанг шампионом у супер бантам категорији Таисукеом Дегаијем на инаугурационом догађају БЛАДЕ 29. децембра 2014. Дегаи се повукао из меча 29. новембра из неоткривених разлога, а заменио га је Ким Јин Мин. Насукава је победио у борби нокаутом у првој рунди, било му је потребно само 100 секунди да заустави Мина добро постављеним ударцем коленом у тело.

### РИСЕ шампион бантам категорије

#### Насукава против Фуџимота
Насукава, у то време 4. рангирани РИСЕ такмичар у бантам категорији, био је резервисан да се суочи са бившим Шоотбоксинг шампионом Јапана у супер бантам категорији Масахиром Фуџимотом на РИСЕ 104 21. марта 2015. године. Он је два пута оборио Фуџимота првој рунди, први пут налетом ручних удараца и колена, а други пут левим директом. Други нокдаун је оставио противника изваљеног на платну и није могао да се подигне, што је приморало судију да заврши борбу. Након ове победе, Насукава је проглашен за еФигхт „борца месеца“ за месец март. Пошто Насукава није претрпео никакву штету у борби, 30. марта је објављено да ће се Насукава суочити са сваким аматерским шампионом РИСЕ КАМИНАРИМОН у егзибиционим борбама 5. априла.

#### Насукава против Муракошија
Након што је брзо победио Фуџимота и постигао професионални рекорд 6–0, Насукава је добио прилику да изазове актуелног шампиона РИСЕ у бантам категорији Иуту Муракошија. Борба је била заказана као главни догађај РИСЕ 105, који се одржао 31. маја 2015. Муракоши је у меч ушао са низом од девет победа, иако је ово била његова прва одбрана титуле. После релативно изједначене прве рунде, Насукава је успео да изнуди стојећи нокадун комбинацијом левог колена и левог крошеа. Убрзо је ово пратио комбинацијом удараца који су навели судију да уђе и заустави борбу. Постао је најмлађи шампион у историји РИСЕ-а, освојивши титулу са 16 година и 10 месеци. Ова победа му је донела еФигхт награду „Борац месеца“ за мај.

#### Блејд Куп Јапана
Дана 9. јуна, недељу дана након што је освојио титулу у РИСЕ-у, објављено је да ће Насукава бити један од осам учесника БЛАДЕ 2 супер бантам турнира. Промотор догађаја Генки Јамагучи га је видео као фаворита за победу, рекавши: "Насукава је савршен кандидат за шампионат. Питање је ко може да га заустави?". Једнодневни турнир одржан је 1. августа 2015. у Ота Цити општој гимназији у Оти у Токију. Насукава се у четвртфиналу турнира суочио са шампионом ДЕЕП КИЦК у супер бантам категорији Масахиком Сузукијем. Он је два пута оборио Сузукија у прва два минута прве рунде, контром левим директом и левим крошеом, што је резултирало аутоматском победом техничким нокаутом за њега према правилима турнира. Насукава се суочио са Јукиноријем Огасаваром у претпоследњем мечу такмичења. Он је победио у борби нокаутом у трећој рунди, погодивши Огасавару левим крошеом. Насукава је прошао у финале, где се суочио са актуелним Шоотбоксинг Јапанским шампионом у категорији до 55 kg Таикијем Наитом. Он је три пута срушио Наита до 1:41 минута прве рунде, што је резултирало његовом победом техничким нокаутом. Поред титуле на турниру, Насукава је награђен и новчаном наградом од 3.000.000 јена. Награђен је и титулом еФигхт „Борац месеца“, његовом трећом таквом наградом у години.

#### Насукава против Аламоса,Калистиса,Мијамота
Дана 9. септембра 2015. објављено је да ће се Насукава борити на РИСЕ 108 8. новембра 2015. године. Његов противник је откривен девет дана касније. Очекивало се да ће се Насукава борити са бившим ВБЦ Муаи таи светским шампионом у перо категорији Хакимом Хамеком. Хамецх се касније повукао из неоткривених разлога и заменио га је Мајк Аламос (26–6). Насукава је победио у борби нокаутом у првој рунди. Прво је оборио Аламоса левим директом, пре него што га је зауставио левим коленом у тело.
Насукава се суочио са Манолисом Калистисом у ко-мејн догађају РИСЕ 109 31. јануара 2016. године. Победио је у борби једногласном одлуком, са два резултата 30–26 и једним резултатом 30–25. Насукава је два пута срушио Калистиса: први пут левим крошеом у тело, а други пут налетом удараца на које грчки борац није успео да одговори. Насукава је у првој рунди добио жути картон због ударања коленом док је обема рукама држао Калистисову главу.
Насукава се 12. марта 2016. суочио са актуелним ВБЦ Муаи Таи интернационалним титулашем у супер бантам категорији Кеисукеом Мииамотом на Но Кицк, Но Лифе 2016. То је био први пут да је требало да се бори у борби од пет рунди, са све његове претходне борбе биле су борбе од три минута и три рунде. Првобитно се очекивало да ће Мијамото учествовати на Блејд Јапан купу 2015, који је Насукава на крају освојио, али се повукао због повреде шаке. Насукава је победио у борби нокаутом у другој рунди. Прво је затетурао Мијамота левим директом, пре него што га је нокаутирао левим коленом у тело.

### РИСЕ и ИСКА бантам шампион

#### Насукава против Кордеира
Насукава се суочио са непораженим португалским кик боксером Фредериком Кордеиром за упражњену титулу ИСКА Ориентал Рулес у бантам категорији (55 kg). Борба за титулу била је заказана као главни догађај РИСЕ 110, који се одржао 26. марта 2016, само две недеље након његове претходне борбе. Био је веома похвалан за Кордеиру током конференције за штампу пре борбе, рекавши: „Од свих противника које сам имао до сада, он је један од најјачих“. Насукава је једногласном одлуком освојио своју трећу професионалну титулу. Двоје судија дало је борбу резултатом 49–45 у његову корист, док му је трећи судија доделио резултат 48–46. Такмичење је накратко прекинуто у четвртој рунди, због ненамерног судара глава, што је отежало Насукави да види на десно око.

#### Насукава против Тотса,Бина
Насукава се суочио са италијанским националним шампионом у перо категорији Тариком Тотсом (14–3–1) у главном догађају РИСЕ 111 29. маја 2016. Добио је борбу нокаутом у другој рунди. Он је срушио Тотса једном у првој рунди, левим кпошеом, и зауставио га ударцем у тело у првом минуту следеће рунде. Насукава је следећи пут био резервисан да се суочи са Лин Бином у ко-главном догађају Кунлун Фигхт 49 / Ребелс 45, унакрсног промотивног догађаја који су организовали РЕБЕЛС са седиштем у Јапану и Кунлун Фигхт из Кине. Одржала се у општој гимназији града Ота у Оти, Токио, 7. августа 2016. године. Окршај се водио у категорији до 55,5 kg. Насукава је победио у борби нокаутом, 110 секунди након почетка прве рунде.

#### Насукава против Муракошија 2
Насукава је имао своју прву одбрану шампионата у РИСЕ бантам категорији (55 kg) против првог рангираног РИСЕ кандидата у бантам категорији Иуте Муракошија. Борба је била под насловом РИСЕ 113, која се одиграла у дворани Коракуен у Токију, у Јапану, 25. септембра 2016. Пар се раније састао 31. маја 2015, када је Насукава победио Муракошија и однео му титулу у бантам категорији техничким нокаутом у другој рунди. Насукава је победио у реваншу већинском одлуком. Двоје судија дало је борбу 50–47 и 50–45 у његову корист, док је трећи судија то постигао као изједначен резултат 50–50. Био је незадовољан својим учинком, рекавши у интервјуу после борбе: „Водио сам борбу која није вредела овог појаса... Био сам превише опрезан и мој противник није изашао као што сам очекивао“.

#### Насукава против Ванчалонга
Дана 15. септембра 2016. откривено је да ће се Насукава борити на инаугурационом КНОЦК ОУТ догађају, за који се очекивало да ће се одржати 5. децембра 2016. године. 4. новембра је најављено да ће се суочити са двоструким шамиопном Лумпине стадиона, Ванчалонгом ПК. Саенцхаиом. Осим Муракошија, то је била најистакнутија борба у његовој каријери до тог тренутка. Дан касније, Насукава је из ТАРГЕТ теретане прешао у новоотворени ТЕАМ ТЕППЕН, који је основао његов отац и главни тренер Хиројуки Насукава. У ноћи борбе, Насукава је победио нокаутом у првој рунди, и било му је потребно само 38 секунди да сруши Ванцхалонг-а ударцем из окрета.[Цомбат Пресс га је касније прогласио својим 2016. „Нокаутом године“, док је еФигхт прогласио Насукаву својим децембарским 2016. „борцем месеца“..

### Прелазак у перо категорију

#### Први мечеви перо категорије
Насукава се суочио са Кизаемоном Саигом у оквиру Ризин Ворлд Гранд Приј-а 2017, део 1, 30. јула 2017, у ономе што је био Насукавин деби у кик боксу са Ризином. Борба је била заказана као борба по мешовитим правилима: прва рунда је трајала пет минута кик-бокса, а друга рунда је била петоминутна по правилима мешовитих борилачких вештина. Пред 17.730 гледалаца, Насукава је победио у борби нокаутом у првој рунди, зауставивши ветерана левим директом.
На конференцији за штампу коју је КНОЦК ОУТ одржао 20. јуна 2022. године, објављено је да ће се Насукава појавити на њиховом следећем догађају, против противника који ће бити објављен касније. Његов противник, бивши шампион Лумпинее Стадиум у мухој и бантам категорији Висанлек Меибукаи, објављен је месец дана касније. Борба је била заказана као главни догађај Кноцк Оут Вол. 4, који се одржао у Општој гимназији града Ота 20. августа 2017. године. Насукава је победио у борби техничким нокаутом у трећој рунди. Такмичење је прекинуто по савету лекара поред ринга, због посекотине изнад Висанлековог ока која је настала услед ударца коленом.
Насукава се суочио са вишеструким шампионом Светске кикбокс мреже Игнасом Каплончом у ко-главном догађају РИСЕ 121 23. новембра 2017. године. У почетку се очекивало да ће овај меч бити друга одбрана титуле у РИСЕ бантам категорији за Насукаву, али је промењена у окршај без титуле, након што је Каплонч изгубио тежину. Каплонч је био тежак 55,8 kg, што је било 0,8 kg изнад границе шампионата. Одузет му је бод пре почетка такмичења и морао је да носи веће рукавице од 10 унци, уместо уобичајених рукавица од 8 унци. Насукава је победио у борби техничким нокаутом у трећој рунди. Два пута је нокаутирао противника пре паузе, оба пута левим крошеом у тело.

### Ризин турнир муха категорије
Насукава је учествовао на турниру Ризин ФФ муха категорије(57 kg) 2017, који је одржан на Ризин Ворлд Гранд Прију 2017: Финал Роунд 31. децембра 2017. Остала три учесника једнодневног турнира били су Иута Хамамото, Јамато Фуџита и Митсухиса Сунабе, а Насукава је добио жути картон да се суочи са Хамамотом у полуфиналу. Он је победио у борби нокаутом летећим коленом, зауставивши Хамамота на две секунде до краја у другој рунди. У пролазу у финале, Насукава се суочио са Јамато Фуџитом. Требало му је само 97 секунди да трипут сруши Фујиту, што је резултирало победом техничким нокаутом према правилима Ризин кик бокса. Насукава се борио у две борбе без титуле, пре следећег меча за титулу РИСЕ. Прво се суочио са шампионом Лумпинее Боксинг Стадиона у трокатегорији Суакимом Сит Сор Тором Таевом на Кноцк Оут Фирст Импацт-у 12. фебруара 2018. Насукава је победио у борби једногласном одлуком, резултатом 50–48, 49–47 и 49–47. Насукава се следећи пут суочио са Јусакуом Накамуром на Ризин 10 – Фукуока 6. маја 2018. Он је победио у борби техничким нокаутом у другој рунди.

### РИСЕ светски шампион

#### Насукава против Родтанга
Насукава се суочио са двоструким победником „Борбе године“ на стадиону Рајадамнерн, Родтангом Јитмуангноном за инаугурационо Светско првенство РИСЕ у перо категорији (57,5 kg). Окршај за титулу носио је наслов Рисе 125, који се одржао у Макухари Мессе Евент Халлу у Чиби 17. јуна 2018. године. Борба је прошла као жреб подељеном одлуком након што је првих пет рунди оспоравано, и сходно томе је прешло у додатну рунду, након чега је Насукави додељена победа једногласном одлуком. Теншиново понашање током борбе било је контроверзно, јер је могао да назове сопствене тајм-ауте, застоје на времену, као и да је рекао судији да прекине борбу због удараца у препоне, који се, у прегледу, никада нису догодили. Резултати борбе неки су сматрали контроверзним. Аналитичар Џек Слек је касније написао: „Теншин Насукава је добио ову одлуку, задржавши свој рекорд без пораза, али то је било тешко продати и дошло је на рачун кредибилитета судија.“ Слично томе, оснивач К-1 Казујоши Ишии је прокоментарисао. на свом Твитер налогу: „Жао ми је Теншинових фанова, али Родтанг је био победник“. Нису се сви медији сложили са оваквим изјавама; на пример, еФигхт је прогласио Насукаву својим јунским борцем месеца након ове победе.

#### РИСЕ светска серија перо категорије
Дана 22. јануара 2019. РИСЕ је најавио да ће одржати турнир Светске серије у категорији до 58 kg. Поред титуле на турниру, награда од ¥10,000,000 би била додељена коначном победнику, док би другопласирани добио награду од ¥2,000,000. Очекивало се да ће се турнир одржати на три одвојена догађаја, а Насукава је био резервисан да се суочи са светским шампионом тајландског бокса Федериком Ромом у четвртфиналу, које је одржано у Ота Цити Генерал Гимнасиуму у Оти, Токио, 10. марта 2019. Борбу је победио нокаутом у трећој рунди. Насукава је срушио Рому рано у трећој рунди левим директом, што је оставило посекотину изнад његовог десног ока. Лекар поред ринга је позван да провери посекотину, али је дозволио да се меч настави. Убрзо након што је акција настављена, Насукава је успео да удари свог противника на под ударцем ноге из окрета, због чега није могао да устане са платна на време.Насукава се тада два пута појавио под заставом Ризин. Прво је добио картон да се суочи са Фрицом Биагтаном на Ризину 15 - Јокохама 29. априла 2019, кога је победио техничким нокаутом у трећој рунди. Насукава се затим суочио са Мартином Бланком на Ризин 16 - Кобе 2. јуна 2019. за упражњено светско првенство ИСКА у перо категорији (57 kg). Своју пету професионалну титулу освојио је техничким нокаутом у другој рунди. Након што је забележио узастопне победе у Ризину, Насукава се вратио у РИСЕ како би се суочио са шампионом Лумпинее Бокинг Стадиона у трокатегорији Суакимом ПК Саенцхаимуаитхаигимом у полуфиналу Светске серије, које је одржано 21. јула 2019. године. Добио је борбу техничким нокаутом у трећој рунди. Меч је прекинут по савету лекара поред ринга, због посекотине изазване Насукавином котрљајућим шутом. Насукава се пласирао у финале турнира, које је одржано 16. септембра 2019. године, где се суочио са Широм. Победио је у борби једногласном одлуком. Након што је освојио титулу у светској серији, еФигхт је прогласио Насукаву за септембарског „борца месеца“.

#### Каснија кикбокс каријера
Насукава се 31. децембра 2019. на Ризин 20 - Саитама суочио са КНОЦК ОУТ шампионом у супер бантам категорији Руием Ебатом. Он је срушио Ебату три пута до 2:40 минута у првој рунди да би зарадио техничку победу у првој рунди. Насукава се суочио са једном пораженим Јукијем Касахаром у Рисе-у на Абема 12. јула 2020. Меч без титуле је преносио Абема и одржан је пред празном ареном, због мера спроведених у борби против пандемије КОВИД-19. Насукава је победио у борби техничким нокаутом у првој рунди, срушивши Касахару три пута до средине рунде.
Насукава се суочио са К-1 ветераном Коузијем на Ризин 24 – Саитама, који се одржао у Саитама Супер Арени 27. септембра 2020. године. Добио је борбу једногласном одлуком. Насукава се затим суочио са ветераном РИСЕ Јукијем, у ономе што је била Јукијева борба за пензију, на РИСЕ ДЕАД ОР АЛИВЕ 2020 Осаки 1. новембра 2020. Насукава је доминирао борбом, срушивши Јукија једном у првој рунди и три пута у другој борби пре тога судија је био приморан да прекине борбу. Насукава је добио жути картон да се суочи са светским шампионом у тајландском боксу у Муаи Тхаи-у Кумандојем Петчароенвитом, у својој четвртој и последњој борби ове године, на Ризину 26 – Саитама 31. децембра 2020. Он је победио у борби једногласном одлуком. Насукава се 28. фебруара 2021. на РИСЕ Елдораду 2021. суочио са Широм, којег је претходно победио једногласном одлуком у финалу 2019 РИСЕ Ворлд Сериес турнира у перо категорији. Широ је стекао право да се још једном бори против Насукаве победом на турниру РИСЕ Деад ор Аливе 2020, током којег је победио Сеикија Уејаму и шампиона РИСЕ у бантам категорији Масахико Сузуки. Насукава је победио у реваншу једногласном одлуком, при чему су сва тројица судија оценила борбу 30–28 у његову корист. Током интервјуа после борбе, Насукава је најавио да је у последњој години уговора са РИСЕ-ом (који је требало да истекне 2022. године) и планира да се бори још два пута под њиховом заставом.
Насукава се суочио са шампионом РИСЕ у бантам категорији Масахиком Сузукијем на РИСЕ Ворлд Сериес 2021 23. септембра 2021. у свом претпоследњем мечу са РИСЕ-ом. Добио је борбу једногласном одлуком. Насукава се суочио са победником турнира РИСЕ Светске серије 2021. -53 kg Казанеом Нагаијем у својој последњој борби са промоцијом. Борба се одиграла на РИСЕ ЕЛДОРАДО 2022 2. априла 2022. Пошто је Казане такође тренирао у ТЕАМ ТЕППЕН-у, Насукава је одлучио да напусти теретану пре борбе. Припремао се за борбу у Тим Таргету, док је Казанеа тренирао Насукавин отац и бивши главни тренер Хиројуки Насукава. Насукава је победио у борби одлуком већине. Двојица судија су дала меч 30–29 за Насукаву, док је трећи судија дао резултат борбе 29–29.

### Насукава-Такеру ривалство

#### Период пред борбу
Насукава је од 8. јуна 2015. прозивао троструког К-1 шампиона Такеруа Сегаву. Али због уговорних обавеза, оба борца нису могла да се састану у рингу. У то време, К-1 и Рисе су били у „Хладном рату у кик-боксу“ од 2010. Такеру је 5. августа 2015. рекао медијима да је заинтересован за борбу против Насукаве ако К-1 то може да организује. Продуцент групе К-1 Јапана, Митсуру Мииата, захтевао је да Насукава потпише ексклузивни уговор са К-1 како би могао да изведе борбу. Насукавин тренер и председник РИСЕ-а, Такасхи Ито, рекао је за борбени спортски магазин Фигхт & Лифе да ће пристати да дозволи Насукави да се бори на К-1 догађају, али није вољан да одустане од Насукаве због ексклузивног уговора са К-1.У 2015, К-1 је званично склопио партнерство са новом ММА промоцијом, Ризин Фигхтинг Федератион. Председник Ризина, Нобуиуки Сакакибара, најавио је да је Ризин спреман да направи партнерство са сваком борбеном организацијом, тако да је РИСЕ почео да ради и са Ризином. Овај договор је омогућио меч Насукава-Сегава. 8. новембра 2015. Насукава је нокаутом победио француског тајландског борца Мајка Аламоса. После меча у рингу, Насукава је објавио да жели да се бори у Ризину. Дана 21. новембра 2015, Такеру је направио прву одбрану своје К-1 титуле света у категорији до 55 kg против Чарлса Бонђованија, победио је у борби техничким нокаутом. После меча, током интервјуа у рингу, Такеру је најавио своју жељу да се бори у Ризину, 2 недеље након што је Насукава то исто најавио. Када се Такеру вратио иза сцене, Насукава му је пришао и захтевао борбу. Борба се може десити у Ризину чак и уз РИСЕ и К-1 хладни рат. Током конференције за новинаре, Такеру је споменуо да није препознао Насукаву и да није могао да разуме шта говори због буке гомиле и да је мислио да је само навијач. Такеру је потврдио да је спреман да прихвати борбу ако се понуди. Након овог догађаја, Насукава је твитовао да је Такеру пристао да се бори против њега у новогодишњој ноћи.
Ризин је 8. децембра 2015. најавио борбу између Такеруа и кинеског борца Јанг Минга за њихов новогодишњи догађај. На конференцији за новинаре, председник Ризина, Сакакибара, признао је захтеве за борбу Насукава против Такеруа, међутим, рекао је да нема довољно времена за промовисање борбе и обећао да ће покушати да се то догоди 2016. године. 18. јуна 2017, након што је Такеру нокаутирао Буваисара Паскхаева, коментатор К-1, Масато, изразио је жељу да види Такеруа како се бори против Насукаве, али су друга два коментатора игнорисала његове коментаре. Два дана касније, К-1-ов званични Јутјуб канал је поставио цео снимак борбе Такеруа и Пасхајева, али неколико сати касније је обрисан и поново постављен без Масатових коментара. Августа 2017. извршни директор Ризина Нобухико Такада је на Твитеру рекао: „Две највеће суперзвезде кик бокса, Такеру против Теншина Насукаве треба да се одиграју одмах! Ако се ова супер-борба не догоди због хладног рата, то је гнусан злочин! Хајде да направимо ово! Направите чудо!" Неколико сати касније, К-1 емитер је тролао Такаду на Твитеру. Неколико дана касније, Такада се извинио и обећао да никада неће причати о борцу из друге организације и обрисао је сваки твит о Насукави против Такеруа. Децембра 2017. Насукава је победио на Ризиновом турниру у кик боксу до 57 kg. У покушају да укине хладни рат и утиче на К-1 и Рисе да се боре са Такеруом, Насукава се побринуо да се емисија емитује уживо како Ризин не би могао да исече ниједан од његових коментара. После борбе, у рингу, Насукава је ангажовао публику питајући са ким желе да се следећи бори, а публика је вриштала Такеруово име.
У фебруару 2018, М-1 Спортс Медиа, који управља К-1, поднео је тужбу против Теншина, његовог оца Хиројукија, председника Рисе-а Такашија Ита и председника Ризина Сакакибаре. Према тужби, све је почело пре три године када је Насукава прозвао Такеруа да се бори. Недавно, током Ризинове новогодишње вечери, када је Насукава питао публику против кога желе да се следеће бори. Они тврде да је непоштена пословна пракса укључити име другог борца из друге организације. И, тврде да многи људи имају негативну слику о Такеруу који бежи од борбе са Насукавом, а изгубили су 6 спонзора. И подносе тужбу за штету од 137.000.000 јена. Али, 1 од 6 спонзора је рекао јапанском недељнику Схукан Схинцхо "Наш уговор са К-1, ми дистрибуирамо Бенто само 3 пута. Не можемо да разумемо зашто К-1 захтева толико новца". Дана 16. марта 2018, председник Рисе Такаши Ито, бивши К-1 борац Хироја и његов адвокат, оптужили су ексклузивни уговор К-1 Јапан Групе, незаконит на основу закона о конкуренцији. Хиројин адвокат рекао је медијима да начин на који К-1 ради уговор чини да се не борите годину дана да вам уговор истекне. Свака свађа коју направите са организацијом продужава ваш уговор за још годину дана од ваше последње борбе и једини начин да изађете из уговора је да не добијете плату годину дана. Хироја ово наводи као разлог зашто Сегава није могао да се бори против Насукаве јер познаје Сегаву као пријатеља и неће одустати од борбе.

#### Насукава против Такеруа
Председник Ризин ФФ Нобујуки Сакакибара најавио је на конференцији за новинаре, одржаној 24. децембра 2021, да ће борба Такеруа бити одржана на неутралном месту негде у јуну, у сарадњи са К-1 и РИСЕ-ом. Оба борца би морала да имају 58 kg на званичном вагању и не више од 62 kg на другом вагању одржаном на дан борбе.[131] У време заказивања борбе, Такеру и Насукава су сматрани за два најбоља кик боксера на свету, после Супербона Банчамека. Званични датум и место одржавања објављени су на другој конференцији за новинаре, одржаној 1. априла 2022. Одржана је 19. јуна 2022. у Токио Дому, чиме је обележен повратак кик-бокса на ово место по први пут од 2006. Правила за борбу су објављена шест дана касније: требало је да се такмичи у три рунде по три минута, према РИСЕ правилима, уз још једну рунду у случају нерешеног резултата. Цео догађај је преносила Абема ТВ као пај пер виев. Првобитно се очекивало да ће двочасовни део који садржи главни догађај емитовати и Фуји ТВ, која је касније одустала након што су се појавиле оптужбе да повезују председника РИЗИН-а Сакакибару са јакузом.
Пред распродатом публиком од 56.399 у Токио Дому, Насукава је једногласном одлуком победио у дуго очекиваној борби. Насукава је срушио Такеруа левим крошеом на десној страни у првој рунди афере од три рунде, што се показало кључним моментом, јер је оборило борбу у његову корист на свих пет судијских картона. Укупни резултати су били укупни резултати од 29–28, 30–28, 30–28, 30–28 и 30–27. Догађај је продао око 500.000 ППВ-а. На конференцији за новинаре после борбе, Насукава је потврдио да се повукао из кик бокса и прешао у бокс.

## ММА Каријера
Након његовог дебија у Муаи Таи-у 5. децембра 2016, јапанска ММА промоција Ризин Фигхтинг Федератион понудила је да дебитује у ММА на њиховом догађају 29. децембра. Насукава је прихватио понуду у кратком року и почео је да тренира ММА по први пут. Своју прву борбу је добио техничким нокаутом у првој рунди. Након борбе, он је најавио своју жељу да се бори у Ризиновој новогодишњој манифестацији 2 дана касније. Председник Ризина Нобујуки Сакакибара му је испунио жељу и победио је у борби против Дилана Кавике Олига гушењем гиљотине у другој рунди. Године 2017. званично га је потписао Ризин.У 2017, ММА агент Шу Хирата, који управља УФЦ борцима Френсисом Нгануом и Такејом Мизугакијем, рекао је медијима да је УФЦ понудио Насукави уговор од 60.000 долара (плата: 30.000 долара, бонус за победу: 30.000 долара).У јануару 2018. Насукава је рекао јапанском спортском магазину Спортс Грапхиц да жели кик бокс као свој главни спорт док не напуни 22 или 23 године, а након тога би размотрио промјену у ММА или професионалном боксу. Дана 15. августа 2018. Еволве ММА је објавио да су спонзорисали Насукаву. Оснивач, председник и извршни директор Еволве ММА и ОНЕ Цхампионсхип-а, Чатри Ситиодтонг, изјавио је да је заинтересован за потписивање Насукаве након што му уговор истекне.

## Професионална бокс каријера

### Рана каријера

#### Насукава против Јонаха
Насукава је 9. фебруара 2023. положио испит за професионалну боксерску дозволу. Супротно уобичајеној пракси, Насукава је била једина особа која је тестирана тог дана, са скоро стотину гледалаца који су се окупили на месту догађаја. Насукава је прошао након што је успешно достигао границу у перо категорији од 58 килограма, постигао 97 од могућих 100 поена на писменом тесту, задовољио физички преглед и прошао кроз три рунде спаринга са будућим јапанским изазивачем за титулу у бантам категорији Јин Минамидом. Након што је добио боксерску лиценцу за Б-класу од Јапанске боксерске комисије, што му је омогућило да се такмичи у шест мечева, Насукава је добио прилику да дебитује у професионалном боксу против Јукија Јонахе, који је у то време био рангиран као четврти најбољи у бантам категорији од стране поменути ЈБЦ. Бој у шест рунди је резервисан за ундерцард карте за емитовање Амазон Приме, која се одиграла у Ариаке Арени у Ариакеу, Токио, 8. априла 2023. године. Борбу је победио једногласном одлуком. Двојица званичника поред ринга наградила су Насукаву у свакој рунди меча, док је судија Бинеи Мартин постигао меч 59–54 у његову корист. Насукава је постигао једини нокдаун у борби у другој рунди, када је био у могућности да сруши свог противника контра десним крошеом.